# Sandra Richter

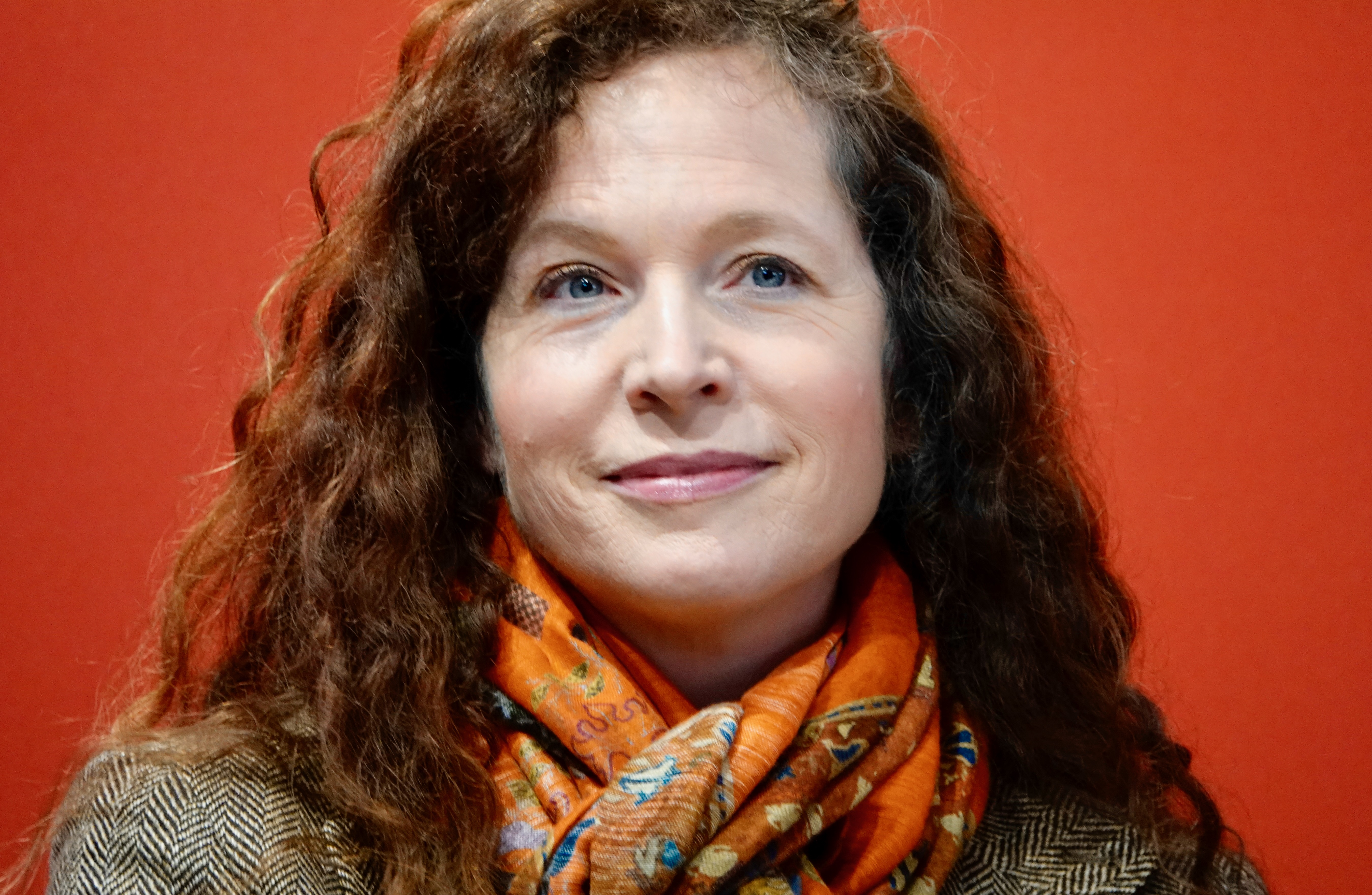
Sandra Richter (2025)

Sandra Richter, geb. Pott (* 18. September 1973 in Kassel) ist eine deutsche Germanistin und Literaturwissenschaftlerin. Seit 2019 leitet sie das Deutsche Literaturarchiv Marbach (DLA).

## Beruflicher Werdegang

### Jugend und Ausbildung
Sandra Richter wuchs in einem Dorf nahe Kassel auf. Sie beendete ihr Studium in Politischer Wissenschaft, Germanistik, Philosophie und Kunstgeschichte an der Universität Hamburg mit dem Diplom 1997 in Politischer Wissenschaft und Germanistik. Im Dezember 1998 promovierte sie mit einer Arbeit über die Morallehre der Hugenotten und deutsche Literatur von Jean Barbeyrac bis Christoph Martin Wieland an der Justus-Liebig-Universität Gießen, wo sie zudem von 1997 bis 1999 an einem Graduiertenkolleg der Deutschen Forschungsgemeinschaft Klassizismus und Romantik im europäischen Kontext mitwirkte und von 1998 bis 2001 in dem DFG-Projekt Verweltlichung der Wissenschaft(en): Bedingungen, Muster der Argumentation und typisierte Phasen wissenschaftlicher Säkularisierung mitarbeitete. Bis 2003 war sie Visiting Fellow an der University of London und Professeur invité am Centre national de la recherche scientifique in Paris. Sandra Richter habilitierte sich im Juli 2003 mit einer Arbeit im Fachbereich Sprach-, Literatur- und Medienwissenschaften mit dem Titel Poetiken. Poetologische Lyrik, Poetik und Ästhetik von Novalis bis Rilke.

### Forschungsprojekte und Lehraufträge
Von 2003 bis 2008 leitete sie in Hamburg eine Nachwuchsgruppe über Poetologische Reflexion. Historische Untersuchungen in systematischer Absicht: Poetik und poetologische Lyrik im Kontext ästhetischer Theorie im Rahmen des Emmy Noether-Programms der DFG, die sie mit ihrer Ernennung als Reader of German ans King’s College London verlegte, wo sie schließlich im Herbst/Winter 2007 als Professor of German mit den Schwerpunkten Comparative Literature und Intellectual History unterrichtete.

### Professur an der Universität Stuttgart
Nachdem sie im Juni 2007 einen Ruf als W3-Professorin für Neuere Deutsche Literatur / Allgemeine und Vergleichende Literaturwissenschaft an die Friedrich-Schiller-Universität Jena abgelehnt hatte, übernahm Sandra Richter im Herbst 2008 eine Professur an der Universität Stuttgart und leitet dort in der Nachfolge von Heinz Schlaffer die Abteilung Neuere Deutsche Literatur I.
Ihr Forschungsschwerpunkt liegt auf der deutschen Literatur von 1650 bis in die Gegenwart. Sie interessiert sich für Literaturtheorie, für die Verbindung von Ideengeschichte und Literatur, für das Verhältnis von Internationalisierung und Nationalisierung bzw. Globalisierung und Regionalisierung in der Literatur, für das Verhältnis von Literaturwissenschaft und Linguistik sowie für die Begriffe der Geistes- und Kulturwissenschaft.
Sandra Richter war von 2001 bis 2007 als externe Expertin der DFG Forschergruppe Narratologie an der Universität Hamburg. Von 2006 bis 2008 war sie Mitglied im Programme Committee des Euroscience Open Forum 2008 und im Jahr 2006 außerdem Mitglied im Think Tank 30 des Club of Rome. Momentan ist sie Mitglied im Expertengremium des Elitenetzwerks Bayern, im Barockarbeitskreis der Herzog August Bibliothek Wolfenbüttel, in der Forschungsstelle Historische Epistemologie und Hermeneutik an der Humboldt-Universität zu Berlin, im Arbeitskreis für Geschichte der Germanistik im Deutschen Literaturarchiv Marbach, sowie assoziiertes Mitglied im Think Tank 30 des Club of Rome. Eine Zeitlang war sie Mitglied im Deutschen Forschungsrat. Seit November 2018 ist sie Mitglied im Rat für Informationsinfrastrukturen.

### Direktorin des Deutschen Literaturarchivs Marbach
Nach der Zustimmung des Kuratoriums des Deutschen Literaturarchivs Marbach am 12. Oktober 2017 übernahm Richter nach dem Ausscheiden von Ulrich Raulff das Amt der Direktorin des Literaturarchivs zum 1. Januar 2019. Mit Beginn ihrer Amtszeit, Anfang 2019, hat Sandra Richter einen Reformprozess insbesondere in den Bereichen Forschung (mit eigenen neuen Forschungslinien für das Haus, u. a. im Bereich der Empirischen Literaturwissenschaft), digitale Transformation, Bau- und Sanierungsmaßnahmen im Deutschen Literaturarchiv Marbach in Gang gesetzt. Bereits 2019 erhielt das Deutsche Literaturarchiv Marbach einen Zuwachs von 19 Personalstellen. Ende 2020 stellte der Bund 73 Millionen Fördergelder zur Verfügung. Jedoch verlief ihr Amtsantritt nicht ohne Probleme; insbesondere die Kündigung der Verwaltungsdirektorin Dagmar Janson führten zu heftigem internen Widerstand, mit dem sich auch der baden-württembergische Landtag befasste. In einer Stellungnahme stellt Richter dar, dass sie die Weiterentwicklung und Modernisierung der traditionsreichen Einrichtung vorantreiben wolle und dies in Abstimmung mit den Mitarbeitern. Bei einer Grundsatzdebatte in Marbach zeigte Richter, dass sie den Austausch über die Entwicklung des Literaturarchivs ernst nimmt und dabei Mitarbeiter und externe Wissenschaftler einbezieht. Im Koalitionsvertrag der Landesregierung von Baden-Württemberg vom 5. Mai 2021 heißt es: „Eine besondere Rolle spielt das Deutsche Literaturarchiv Marbach, das von Land und Bund gemeinsam finanziert wird. Es soll zu einer Forschungsinfrastruktureinrichtung weiterentwickelt werden. Dies erfordert eine strukturelle und bauliche Erweiterung und Sanierungsmaßnahmen.“

### Privates
Richter ist verheiratet und hat zwei Töchter.

## Auszeichnungen
- 2005: Heinz-Maier-Leibnitz-Preis der Deutschen Forschungsgemeinschaft und des Bundesministeriums für Bildung und Forschung
- 2007: Philip Leverhulme Preis des Leverhulme Trust
- 2007: Rückkehrprämie der Alfried-Krupp-von-Bohlen-und-Halbach-Stiftung
- 2025: Shortlist Preis der Leipziger Buchmesse für Rainer Maria Rilke oder Das offene Leben.

## Monographien
- Reformierte Morallehren und deutsche Literatur von Jean Barbeyrac bis Christoph Martin Wieland. Tübingen: Niemeyer 2002 (Frühe Neuzeit 75) zugleich Dissertation an der Justus-Liebig-Universität Gießen. ISBN 978-3-484-36575-9.
- Säkularisierung in den Wissenschaften seit der Frühen Neuzeit. Band 1: Medizin, Medizinethik und schöne Literatur. Studien zu Säkularisierungsvorgängen vom frühen 17. bis zum frühen 19. Jahrhundert. Berlin, New York, de Gruyter 2002. ISBN 978-3-11-017266-9.
- Poetiken. Poetologische Lyrik, Poetik und Ästhetik von Novalis bis Rilke. Berlin, New York, de Gruyter 2004 (zugleich Habilitationsschrift an der Universität Hamburg). ISBN 978-3-11-017760-2.
- Lob des Optimismus. Geschichte einer Lebenskunst. München: C.H. Beck (Beck’sche Reihe), 2009. ISBN 978-3-406-59114-3.
- A History of Poetics: German Scholarly Aesthetics and Poetics in International Context, 1770-1960. (With Bibliogaphies by Anja Zenk, Jasmin Azazmah Eva Jost, Sandra Richter). Berlin, New York, de Gruyter, Februar 2010. ISBN 978-3-110-22244-9 (englisch).
- Eine Weltgeschichte der deutschsprachigen Literatur. C. Bertelsmann, München 2017. ISBN 978-3-570-10151-3.
- Rainer Maria Rilke oder Das offene Leben. Eine Biographie. Insel Verlag, Berlin 2025, ISBN 978-3-458-64482-8.